# Тјешедиково
Тјешедиково (слч. Tešedíkovo, мађ. Pered) насељено је мјесто са административним статусом сеоске општине (слч. obec) у округу Шаља, у Њитранском крају, Словачка Република.

## Становништво
| Година:    | 1994. | 2004.   | 2014.   | 2024.   |
| ---------- | ----- | ------- | ------- | ------- |
| Број људи: | 3751  | 3688    | 3745    | 3621    |
| Разлика:   |       | -1,67 % | +1,54 % | -3,31 % |

| Година:    | 2023. | 2024.   |
| ---------- | ----- | ------- |
| Број људи: | 3656  | 3621    |
| Разлика:   |       | -0,95 % |

Према подацима о броју становника из 2011. године насеље је имало 3.724 становника.